# خابو
شهر خابو (به سوئدی: Sjöbo) در بخش خابو در کشور سوئد واقع شده‌است. جمعیت این شهر ۱۲۶۰٫۳ نفر است.